# Takayuki Sugiyama
Takayuki Sugiyama (杉山 貴之 Sugiyama Takayuki?), född 24 mars 1976 i Shizuoka prefektur, är en japansk före detta fotbollsspelare.
Sugiyama började sin karriär 1997 i JEF United Ichihara. 1998 flyttade han till Omiya Ardija. Han avslutade karriären 1998.